# Mirakelkruis van Beveren
Het Mirakelkruis van Beveren is een processiekruis waaraan verschillende wonderen worden toegeschreven. Het kruis wordt bewaard in de sacristie van de Kerk van Beveren - Roeselare.
Het gaat om een processiekruis, vervaardigd door Doornikse smeedkunst uit de 13de eeuw. Het kruis is vervaardigd uit hout en is met zilver beslagen. Vroeger bevond zich, aldus de overlevering, een splinter van het kruis van Jezus Christus, in het mirakelkruis. Deze relikwie wordt nu tevens in de sacristie van de kerk bewaard.
Op Goede Vrijdag is er nog altijd een speciale kruisverering met een kinderzegen.

## Legendes
Aan het mirakelkruis van Beveren worden 4 legendes verbonden. Van ieder van deze verhalen is, binnen de kerk van Beveren, een afbeelding te zien onder de vorm van twee drieluiken.

### Diefstal
Op een bepaald moment wordt het kruis gestolen uit de kerk van Beveren. Na een bepaalde tijd werd het kruis zo zwaar dat de twee dieven gedwongen waren om het kruis te begraven. 
Na verloop van tijd groeiden er op de plaats van kruis witte bloemen in de vorm van een kruis. Daardoor kon het kruis teruggevonden worden.

### Brand
Op een zeker ogenblik stond het kruis in de kamer van de koster.  Het huis van de koster brandde op een nacht volledig af, enkel de kamer van de koster waar ook het kruis stond, werd niet vernield door de vlammen.

### Blind meisje
Tijdens een viering op Goede Vrijdag was een blind meisje aanwezig. Het meisje keek richting het mirakelkruis tijdens de zegening van het kruis. Toen ze Jezus aankeek zei ze: 'Wat doet die man daar?' Daarmee had het meisje haar zicht volledig terug.

### Hondsdolheid
Een man met hondsdolheid is genezen dankzij het kruis. Het kruis werd op hem gelegd en daarmee was zijn hondsdolheid verdwenen.